# Privokzalni
Privokzalni - Привокзальный (rus) - és un khútor del krai de Krasnodar, a Rússia. És a 20 km al nord-oest de Timaixovsk i a 84 km al nord de Krasnodar.
Pertany a l'stanitsa de Rogóvskaia.